# マリアン・ペレチャトコーヴィッチ

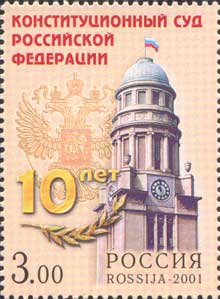
2001年の切手に描かれたロシア憲法裁判所

マリアン・ペレチャトコーヴィッチ（Marian Peretyatkovich 1872年8月23日-1916年5月22日）は、ロシアの建築家。
ウクライナ生まれ。サンクトペテルブルクやモスクワで主に活動したが43歳で早死したため、キャリアは8年間だけの活動期(1908-1916年)に限られる。オフィスビルの作品では機能性を主張しているため、ルイス・サリバンと時々比較される。
師はレオンティベヌア（レオン・ベノワ）で、合理的モダン主義の作品も多く残すが、代表的な作品はネオ・ルネッサンス様式の作である。

## 代表作
（サンクトペテルブルクでの作品）

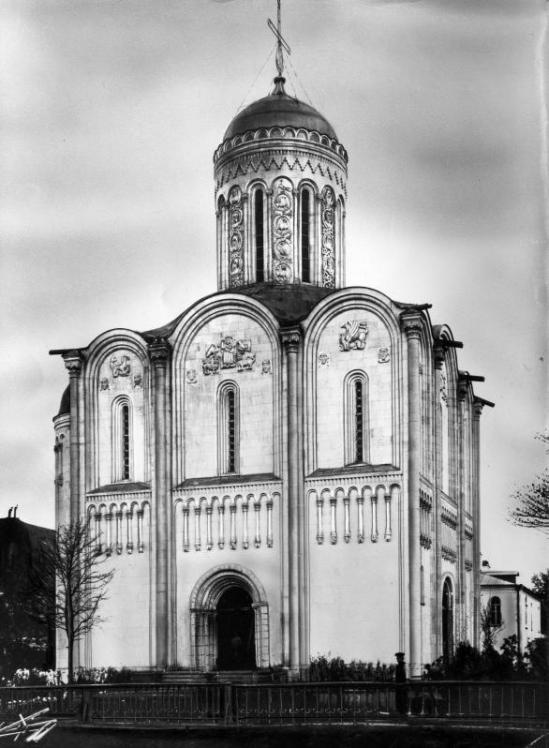
救助者の水教会

- 1907-1908 国務院ホール内装と広場（6 イサアキエフスカヤ、レオン・ベノアの下で)
- 1907-1909 ノートルダム・ド・フランス教会（7 コフエンスキー通り）
- 1908 フォンタンカ橋 (レオン・ベノアの下で)
- 1908-1909 サラマンドラのアパート（4 Gorokhovaya通）
- 1910-1911 救助者の水教会(破壊される)
- 1911-1912 ヴァヴェルベルク貿易銀行兼自邸アパートメント（7-9 ノイスキー通り）
- 1912-1913 カトリック教会の児童養護施設（19 キリロフスカヤ通）
- 1912-1913 クロンヴェルクスキー大通りの市官庁
- 1912-1914 ロシア貿易産業銀行（15 ボルスカヤ・モスカヤ通り）
- 1914-1915 商業産業省庁舎

（モスクワにて）
- 1899-1900 プーシキン美術館（ローマン・クレイン助手として）
- 1898-1907 エリセイェフの店（ガブリエル・バラノフスキーの助手として 14 トファンスカヤ通り）
- 1901-1903 ホテル・メトロポル (モスクワ) 建築補助
- 1905-1908 ソロドフニコフのアパート（65 ギリヤロフスコグ通り）
- 1909-1918 北保険会社社屋（23 イリヤンカの通り、イワン・レルベルグ、ヴャチェスラフ・オルタルジェーフスキーらと)
- 1915-1916 ロシア・オレグ・コンスタンチーノヴィッチ王子記念教会（Ostashevo、Volokolamsk 地区）

## 生涯
サンクトペテルブルクアカデミーを卒業し、1901年から土木技師協会芸術アカデミーでベノアに師事した。
在学中にすでに図案家として有名になったため建築家らに注目され、ガブリエル・バラノフスキー, ローマン・クレインやイワン・レルベルグらに自作のインテリア・デザインのため雇用される。従って卒業の前に、ロシアの両首都の専門家たちに評判を得、ホテルメトロポル、エリセイェフの中心地に建つプーシキン美術館のような質の高い仕事にかかわった。
1907年から、アカデミーの調査旅行でヨーロッパを旅し、フィンランドで練習されるエリエル・サーリネンやラルス・ソンクら作品を学んだ。南欧のローマ建築とともにこれらの様式が彼の短いキャリアに影響を与えた。
ヨーロッパから帰国し、彼は最初の主要プロジェクトとしてモスクワのソロドフニコフの安アパートの建物（建築家トラウゴット・バルトによって実行された）を設計した。これは典型的な北方モダン、つまりサンクトペテルブルク版アール・ヌーヴォーであった。彼の第2プロジェクト-モスクワの北保険会社建物はレルベルグらと共同して、厳格な新古典主義の復活。この建物はまたイリア・ゴーロソフ やSergei Rachmaninoff らの雇用のためだったようである。
その後はサンクトペテルブルクのロシア憲法制定法廷や様々なオフィスおよび家屋を担当する。今日最もよく知られているのは、ルネサンスの外面と新古典主義の構成を持つヴァヴェルベルク貿易銀行(1911-1912年)がある。
思想的には同じ時期のイワン・ジョルトーフスキーやモスクワのタラソフなどらとともに、コンパクトな建物を造っている傾向がある。
歴史的建築修復なども関心をもって担当し、サンクトペテルブルクの教会の設計などで最も発揮されていて、12世紀の建築として促された「水」（救助者教会、Спас-на-Водах)など幾つか担当する。但し、ウラジーミル・スズダルによる日露戦争で殉職したロシア船員を祈念する教会は、1932年にレニングラードの権限によって破壊された。他の主要なプロジェクトはローマカトリック教会のカテドラルなどもある。このほか、なお、「Notre Dame de Lourdes」 (1908-09年)などロマネスクな北欧風建築は、師のベノワと共同して設計されている。
最後の仕事はコフ教会という記念チャペル。ロシアでは後にオレグ・コンスタンチーノヴィッチなどに歴史的な手法を模倣されている。
ペレチャトコーヴィッチは、1915年以降の新古典派復興運動の最も若いメンバーとして、同じ時代のサンクトペテルブルクの建築家たちに大きな影響を与え、ウラジミール・シューコ、イワン・フォミンとともに、この様式での先導的な役割を確かなものにした。